# 野宮凛子
野宮 凛子（のみや りんこ）は、日本の元AV女優。シスタープロモーション所属。

## 略歴・人物
2005年にAVデビュー。

## 出演作品

### アダルトビデオ
2005年
- 初撮り人妻ドキュメント（4月4日、センタービレッジ）
- 中出し 近親相姦（4月8日、センタービレッジ）
- 貴婦人中出し 完全収録版（5月11日、グローバルメディアエンタテインメント）
- 熟れ専! VOL.15（6月23日、アカデミック）他出演:長瀬優子、坂口奈緒子
- 親子姦通（7月8日、ルビー）
- 美熟女ママと癒し愛（8月20日、ネクストイレブン）共演:小林みゆき
- 母子相姦遊戯 再会した親子（9月7日、グローバルメディアエンタテインメント）
- 超A級 美惑のマダム（9月16日、ルビー）
- 鬼怒川温泉不倫旅行 人妻援助交際編 4（11月7日、タカラ映像）※「野宮りんこ」名義
- 新・母子相姦 母と息子の近親相姦（11月11日、ルビー）
- 先生の奥さん（11月13日、MOODYZ）
- 浦安変態家族 夫婦交換いたします（11月25日、サイド・ビー制作室）共演:日野麻理子、増田ゆり子

2006年
- 好色妻降臨 4（1月12日、スカイハイエンターテインメント）※無修正作品
- 近親相姦 初姦 第弐巻（1月20日、映天）共演:友崎亜希
- 四十路の応募おんな 2（2月12日、現映社）他出演:中島智子
- 秘められた母性愛（2月16日、440企画）
- レンタルな人妻（2月17日、センタービレッジ）
- 熟女の事情 4（2月18日、ルビー）他出演:松本亜璃沙、麻川梨乃、芹沢典子、遠峯江里子、南五月、野原弘子、佐久間久美、早乙女由美、高島百合子
- 愛玩熟女（3月7日、リッチジャパン）
- いやしの眼差し集団熟女に犯されたい… （3月15日、ネクストイレブン）共演:清水美佐子、牧野真生美、松野千秋
- 叔母さんの童貞狩り 1（3月）
- 禁断の母子愛（4月8日、ルビー）
- 麗しき熟女の背徳（4月10日、ラファエロ）
- 熟乱交 1（4月14日、TMインターナショナル）共演:高月洋香、青井マリ
- 近親相姦 1 母親監禁飼育（4月28日、TMインターナショナル）
- 三十路妻 中出しドキュメント（5月10日、小林興業）
- 素人マダムズ [LEVEL A] 其の二十六（5月19日、ジャパンホームビデオ）他出演:酒井ちなみ、翔田千里、望月さやか、内田知里
- 清貧家政婦の罪と罰（5月25日、マドンナ）
- 未亡人 中出し20連発（6月22日、アイエナジー）
- 三十路妻中出しドキュメント（6月25日、小林興業）
- モロ出し! 奥さま性感チェック 2（8月16日、現映社）他出演:倉田みやび、小林かおる、西本さつき、宮本薫、五月留美、瀬戸口怜、工藤朱里、奥田舞、忍足くみ
- Age43 野宮凛子 人妻 元デパート勤務（9月7日、WOMAN）
- 痴戯人妻（9月21日、アリウス）
- Shall we sex ?（10月25日、ネクストイレブン）…共演:赤坂ルナ、美波志保、白鳥るり、友崎亜希、小林みゆき、相澤さゆり、柚原まこと、南原香織、星沢マリ

2007年
- 地方発!! となりの奥さんも出ているかも?（2月20日、ネクストイレブン）他出演:高根綾、大友園子、黒木あげは、高倉梨奈、藤倉ちづる、環あかり、三田弥生
- 近●相姦 中出しをせがむ淫乱熟母（5月18日、Nadeshiko）
- 尼僧物語2 丹波の駆け込み寺（5月26日、ルビー）共演:小野真美
- 驚愕!人気AV女優たちの泥酔セックス（8月15日、ネクストイレブン）共演:友崎亜希、小林みゆき、南原香織 他出演:長谷川ちひろ、美咲ゆりあ、瞳れん、松本亜璃沙
- SOFT ON DEMAND ファン大感謝祭（9月6日、SODクリエイト）共演:飯島ナナ、倖田李梨、天海遥、稲垣美織、牧野ゆうひ、黒川梨花、小峰由衣、間宮いずみ、藤咲飛鳥
- SOFT ON DEMAND ファン大感謝祭 巨乳キャバクラ嬢・セレブ人妻 超お色気SP（9月20日、SODクリエイト）共演:牧野ゆうひ、黒川梨花、小峰由衣、間宮いずみ、藤咲飛鳥
- 世田谷区在住 熟女コンパ3×3（11月15日、センタービレッジ）共演:宮崎彩香、北村みどり
- コタツの中で息子にイカされる義母 第二章（11月20日、ネクストイレブン）他出演:松本幸子、三浦幸恵
- オナホール訪問販売員のおばさん（11月22日、ネクストイレブン）他出演:天霧真世、松本幸子、菅原朱実、萩原亜紀
- 行列のできる!! 集団痴熟女ラーメン店（12月20日、ネクストイレブン）共演:松本幸子、天霧真世、菅原朱実、萩原亜紀
- 人妻たちの野外露出（12月25日、BRAVO）共演:宮崎彩香、生田沙織、秋川真理、深草すみれ、北村みどり

2008年
- 快楽逢引夫人（2月18日、Nadeshiko）他出演:北原夏美、澤よし乃、中村りかこ、松浦ユキ、和光志穂
- 熟女達の秘めたる楽しみ フィーリングレズビアン 3（2月18日、グラフィティジャパン）共演:山口かすみ、志村玲子、白鳥美鈴
- 月刊熟女秘宝館 欲望咲き淫れて夢見月（3月20日、ネクストイレブン）他出演:友田真希、田中芳江、早乙女由美、牧野まさみ 他
- 月刊熟女秘宝館　五月雨に淫れ乱れて滴る蜜汁（5月15日、ネクストイレブン）他出演:友崎亜希、成沢ももか、高倉梨奈、高倉朱々、浅倉摩耶、赤松由梨、ゆうこ
- おばちゃん労働者の淫ら汁（5月15日、ネクストイレブン）他出演:天霧真世、川本礼子、菅原朱実、星月あいり 他
- 潜入!!マル秘激ヤバ裏ルート 熟女乱交パーティー（6月19日、ダイナマイトエンタープライズ）共演:宮崎彩香、秋川まり、生田沙織
- 近親相姦 羞恥母（11月22日、小林興業）共演:宮田まり

2011年
- とてつもなく淫乱な美熟女（4月14日、レッドホットコレクション）他出演:福西弥生 ※無修正作品
- W貧乳勃起ちくび 淫乱おばさんのアラウンド50 限界SEX!!（8月4日、センタービレッジ）共演:栢刹那
- 親友（まぶだち）の母（10月19日、ルビー）
- 熟年ドラマ 「数十年ぶりの旅行で体験した思わぬ悦楽体験」「あの頃の性生活を取り戻すには?」（11月23日、ルビー）他出演:五十嵐真紀
- 熟年ドラマ 五十路妻が商店街の馴染みに犯されて…（12月21日、ルビー）
- 夫より義弟を愛した妻（12月28日、ドリームステージエンタテインメント）共演:高島ひろこ

2012年
- お隣の旦那さんとの浮気がばれて!（1月1日、カマタ映像）
- 母子交尾 【網代路】（3月22日、ルビー）
- オナホール訪問販売員のおばさん 13（4月20日、ネクストイレブン）他出演:松下美香、岡本かなえ、名城翠、小原よしえ、小池絵美子、峰岸洋子
- 美しい熟女 野宮凛子さん 丸ごと4時間（5月1日、エマニエル）※総集編
- 職場で生ズボ!! パートの熟女OL編（5月20日、ネクストイレブン）他出演:小原よしえ、岡本かなえ
- 還暦同窓会 40年振りに再会した同級生（6月23日、エーピーエー）共演:高畑ゆり、宮内静子、愛田正子
- 五十路ドラマ 僕と叔母さんの近親相姦（7月26日、ルビー）
- こんにちわ。 野宮凛子をお届けにあがりました。（8月9日、ルビー）
- たびじ 母と子（8月16日、タカラ映像
- 淫習の近親相姦 母と子 5（9月25日、グローバルメディアエンタテインメント）
- 尼寺（秘）物語 尼僧女陰ご開帳!（10月25日、ルビー）共演:愛田正子、美里流季
- ルビー熟女コレクション 粋で鯔背なイイ女 野宮凛子4時間（11月8日、ルビー）※総集編

2013年
- 野宮凛子の母子愛中出し旅の宿 〜瀬戸内篇〜（1月24日、ルビー）
- 五十路 六十路ドラマ 媚薬を使って熟女姉妹がお互いの旦那を誘惑して中出ししてしまって…（1月24日、ルビー）共演:高畑ゆり
- 今はやりの熟女デリヘルを呼んでこっそり友達がしている所を覗いていたら、自分の母親がやっていた…（3月1日、エマニエル）他出演:高畑ゆり
- 奇跡の五十路美熟女! 野宮凜子 4時間BEST（5月23日、ルビー）※総集編
- 僕が童貞と知ったお母さん達が筆おろしをしようと誘惑してきた!（8月1日、エマニエル）他出演:三上由梨絵、大澤ゆかり、高畑ゆり

2014年
- 優しい五十路の熟女 野宮凛子スーパーDX 4時間（3月20日、ルビー）※総集編
- 近所の奥さんに媚薬を飲ませたら想像以上に効きすぎて年甲斐もなく発情!!敏感に豹変していくカラダを仰け反らせ白目剥くほど悶絶しちゃった五十路妻たち（3月28日、GIGOLO）他出演:汝鳥すみか、華城咲、高畑ゆり、三上由梨絵、堀之内多恵、大澤ゆかり、夏下千恵子